# Плоскошь
Плоскошь — селище в Торопецькому районі Тверської області Росії . Адміністративний центр Плоскошского сільського поселення.

## Географія
Розташований в 40 км на північний захід від Торопца в Плоскошской низині . Через селище протікає річка Сережа (басейн Ловати і озера Ільмень).

## Населення
| 1939 | 1959 | 1997 | 2002 | 2007 | 2010 |
| ---- | ---- | ---- | ---- | ---- | ---- |
| 513  | 1583 | 1165 | 1071 | 903  | 873  |

## Інфраструктура
Є середня школа, лікарня, хлібозавод, лісництво.

## Пам'ятки
- Скульптура на братській могилі воїнів Червоної Армії, загиблих в боях 1941—1943 років під час Великої Вітчизняної війни .
- Пам'ятник В. І. Леніну
- Великий сосновий парк.